# Al-Mukhtar ibn Abi 'Ubayd
al-Mukhtār ibn Abī ʿUbayd Allāh b. Masʿūd al-Thaqafī (in arabo المختار بن أبي عبيد الله الثقفي‎?; Ta'if, 622 – Kufa, aprile 687) è stato un politico arabo e un agitatore politico del primissimo Islam.
Appartenente ai B. Thaqīf dei B. Hawāzin, era figlio di Abū ʿUbayd al-Thaqafī, ucciso nella battaglia del Ponte del novembre del 634. Sua madre si chiamava Ḥusnā e al-Mukhtār ebbe due sorelle:
1. Ṣāfiya, sposata con Abd Allah ibn 'Umar
2. un'altra sorella sposata con Umar ibn Sa'd

Una figlia fu sposata con l'Imam ʿAlī b. al-Ḥusayn "Zayn al-ʿĀbidīn".
Dopo la morte del padre, al-Mukhtār fu allevato dalla madre e dallo zio Saʿd b. Masʿūd, che fu Governatore di al-Madāʾin sotto ʿUmar b. al-Khaṭṭāb. All'epoca di Muʿāwiya b. Abī Sufyān, quando fu raggiunto un accordo tra al-Ḥasan b. ʿAlī e Muʿāwiya, lo zio di al-Mukhtār, rimasto fino ad allora Governatore di al-Madāʾin, fu trasferito al governatorato di Mosul.
Condusse vittoriosamente una rivolta - inizialmente di successo ma di breve durata - contro il califfato omayyade, per vendicare la morte di al-Ḥusayn b. ʿAlī nella cosiddetta Battaglia di Kerbalāʾ che fu di fatto un proditorio massacro, e all'espulsione del Wāli di Kufa nominato da Ibn al-Zubayr.

Per tale rivolta ebbe il sostegno militare di Ibrahim ibn al-Ashtar e dei suoi uomini.

## Inizio della sua rivolta
Al-Mukhtār dichiarò di agire in nome dei diritti alla successione califfale dell'unico figlio di 'Ali ibn Abi Talib sopravvissuto, Muḥammad ibn al-Ḥanafiyya.

Fu infine sconfitto e ucciso dalle forze del fratello di ʿAbd Allāh b. al-Zubayr, Muṣʿab b. al-Zubayr, dopo essere stato abbandonato dai suoi pavidi e incostanti sostenitori.

## Biografia
Al-Mukhtār era nato a Ṭāʾif nel 622, l'anno in cui Maometto effettuò l'Egira e si trasferì a Medina con suo padre nel corso del califfato di ʿUmar b. al-Khaṭṭāb. In seguito si spostò a Kufa, la cittadina fondata dai conquistatori arabi in Mesopotamia, prescelta come sua nuova capitale dal quarto califfo, 'Ali ibn Abi Talib, di cui egli era fervente sostenitore e ammiratore.

## Punto di vista sunnita
Al-Mukhtar sarebbe stato un opportunista che decise di prendere il potere traendo vantaggio dalla morte dell'Imam al-Husayn ibn 'Ali. Uccise alcuni degli assassini di al-Husayn per ottenere la fiducia e l'obbedienza dei Kufani. Prese quindi a combattere le proprie personali battaglie per espandere i suoi domini mentre si confrontavano aspramente Marwan ibn al-Hakam e Ibn al-Zubayr.

## Punto di vista sciita
Quando Yazid I, il secondo Califfo omayyade, assunse la carica nel 680, alcuni musulmani alidi in Iraq mostrarono tutta la loro insoddisfazione per l'andamento delle cose al vertice di una società fortemente caratterizzata da un afflato religioso e dalle modalità di successione che, ancor più di quella che aveva portato al Califfato Mu'awiya ibn Abi Sufyan, mostrava tutta la sua irritualità e la sua indifferenza, se non fastidio, nei confronti della tradizione che aveva caratterizzato il Califfato dei Rashidun.
La rivolta che esplose nel 686, sotto il Califfo ʿAbd al-Malik ibn Marwān, era sostenuta a una fazione di musulmani. Al-Mukhtār se ne mise alla guida, dopo il velleitario tentativo dei Tawwabūn (Penitenti), annichiliti nella battaglia di 'Ayn al-Warda, e prese le mosse dalla incostante città maggiormente filo-alide: Kufa, nell'attuale Iraq. Egli proclamava di agire in nome e per conto del figlio sopravvissuto di ʿAlī b. Abī Ṭālib, Muḥammad ibn al-Ḥanafiyya, dopo il martirio patito dal fratello consanguineo, al-Ḥusayn b. ʿAlī a Kerbelāʾ. Al-Mukhtār si trovava in prigione al momento in cui il nipote del Profeta veniva proditoriamente eliminato assieme alla sua famiglia dalla cavallerie del Wali omayyade Ubayd Allah ibn Ziyad ma, dopo essere stato rimesso in libertà, cominciò a organizzare la vendetta per la morte di al-Ḥusayn.

## I fatti
Al-Mukhtār catturò e giustiziò numerosi fra gli assassini di al-Ḥusayn b. ʿAlī e di chi lo accompagnava nel suo spostamento alla volta di una Kufa, vilmente indifferente al suo arrivo, malgrado le ampie promessi di sostegno avanzategli in precedenza per la sua causa. Al-Mukhtār fu tuttavia ucciso dalle forze al comando di Mus'ab ibn al-Zubayr a Kufa nell'aprile del 687, dopo essere stato abbandonato dai suoi sostenitori ed essersi asserragliato in un castello.

Si concretizzava il capolavoro politico del Califfo omayyade ʿAbd al-Malik b. Marwān di mettere l'uno contro l'altro due suoi nemici accaniti: Ibn al-Zubayr e al-Mukhtār.
La tomba di al-Mukhtār è visibile all'interno della Grande Moschea di Kufa (Masjid al-Kūfa).